# Murs 3:16: The 9th Edition
Albums par Murs & 9th Wonder
Murray's Revenge
(2006)
Albums par Murs
The End of the Beginning
(2003) Murs for President
(2008)
Albums par 9th Wonder
Dream Merchant Vol. 1
(2005)
Murs 3:16: The 9th Edition est le premier album collaboratif de Murs et 9th Wonder, sorti le 23 mars 2004.
L'album s'est classé 87e au Top R&B/Hip-Hop Albums, 16e au Top Independent Albums et 23e au Top Heatseekers.

## Liste des titres
| No  | Titre                         | Contient un (des) sample(s) de | Durée |
| --- | ----------------------------- | --- | ----- |
| 1.  | Intro                         | Release the Beast de Breakwater | 1:41  |
| 2.  | Bad Man!                      | Illiteracy des Mighty Diamonds | 4:16  |
| 3.  | 3:16                          | Street of Tears de Black Heat | 2:46  |
| 4.  | The Pain                      | Pain de Buddy Miles | 4:04  |
| 5.  | Trevor an' Them               | If It Don't Turn You on (You Oughta Leave It Alone) de B.T. Express                                                                    | 1:34  |
| 6.  | Freak These Tales             | Word Sure Gets Around de Billy Paul | 4:28  |
| 7.  | H-U-S-T-L-E                   | Now You're Gone de Curtis Mayfield | 3:43  |
| 8.  | Walk Like a Man               | If You Don't Get It Yourself de Gloria Lynne I Need Her Love de The Main Ingredient I Saw You When You Met Her de The Undisputed Truth | 4:39  |
| 9.  | And This Is For...            | You're Winning de Crackin' | 4:57  |
| 10. | The Animal (featuring Phonte) | Its Our Anniversary Today de Lou Rawls                                                                                                 |       |